# Fantasieprägung
Als Fantasieprägung oder Fantasiemünze bezeichnet man ein Gepräge, das von der äußeren Form her einer Münze gleicht, also einen vorgegebenen Nennwert besitzt, aber nicht von einem offiziellen Organ eines Staates ausgegeben wurde und nicht für den Zahlungsverkehr bestimmt ist (Pseudomünze). Von Falschmünzen unterscheiden sich Fantasiemünzen dadurch, dass sie keine echten Münzen imitieren und meist nicht mit betrügerischer Absicht hergestellt werden. Abzugrenzen sind sie auch von Wertmarken, die zwar ebenfalls von privater Seite hergestellt werden, aber (in begrenztem Rahmen) für Zahlungszwecke bestimmt sind.

## Historische Fantasieprägungen

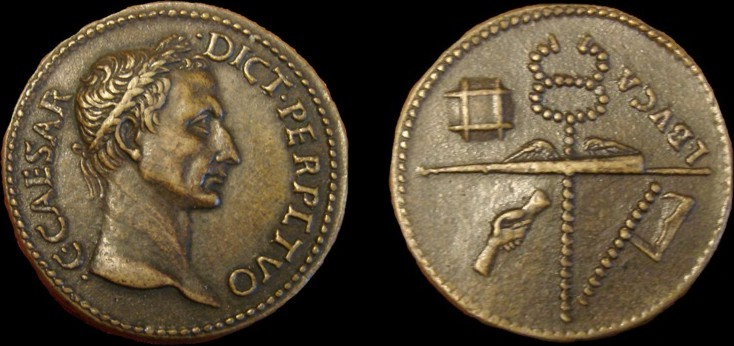
Paduaner von Giovanni Cavino: Nachschöpfung einer Münze von Gaius Iulius Caesar.

Mit dem wachsenden Interesse an der antiken Numismatik ab der Renaissance kamen auch Leute auf die Idee, „antike“ Münzen (mit oder ohne Betrugsabsicht) selbst herzustellen. Neben Fälschungen/Nachprägungen von Originalen wurden dabei auch selbst entworfene Motive hergestellt, welche lediglich den Stil antiker Münzen nachahmten. Bekannte Schöpfer solcher Münzen waren Giovanni Cavino, der im 16. Jahrhundert für die sogenannten „Paduaner“ verantwortlich war, oder der Deutsche Karl Wilhelm Becker (1772–1830).
Korrekt identifizierte historische Fantasieprägungen sind ein eigener Gegenstand numismatischer Untersuchungen und ein Sammelgebiet. Sie können aber auch unerkannt in Sammlungen lagern oder mit Betrugsabsicht verkauft werden.

## Münzen von Prätendenten
Thronprätendenten oder ihre Anhänger haben des Öfteren eigene Münzen prägen lassen, um den Anspruch auf den Thron (und das damit verbundene Privileg zur Ausgabe von Münzen) zu unterstreichen. Besonders in Frankreich haben sich zahlreiche Prätendenten, so etwa Ludwig XVII. oder Napoleon IV., auf Münzen verewigen lassen.

## Münzen von Mikro- und Fantasienationen

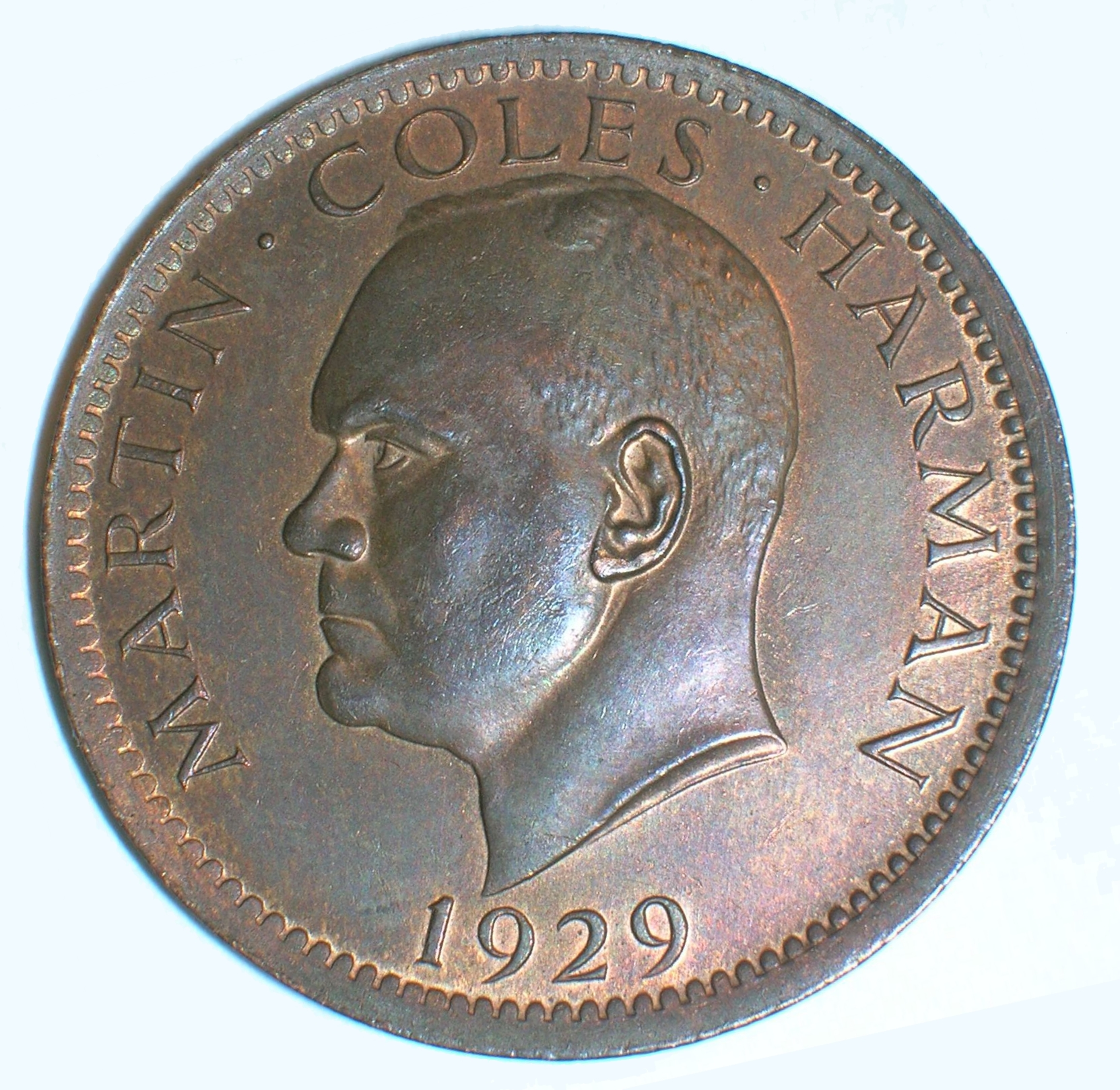
Münze von Martin Coles Harman, selbsternannter „König“ von Lundy

Mikronationen geben oft eine eigene Währung heraus, um ihre vorgebliche Souveränität zu unterstreichen, aber auch, um mit dem Verkauf von Münzen, Banknoten und Briefmarken Geld zu verdienen. Daneben existieren, hergestellt von Privaten oder Münzvertriebsfirmen, Prägungen zu komplett fiktiven „Ländern“ wie Atlantis, Camelot oder Mittelerde.

## Fantasiemünzen von existierenden Staaten
Auch Fantasiemünzen, die die Bezeichnung eines anerkannten Staates oder autonomen Territoriums tragen, sind oft anzutreffen. Um im Rahmen des Legalen zu bleiben, sind meist die Währungsbezeichnungen abgeändert oder durch eine Fantasiewährung ersetzt. Zu den häufigsten Vertretern dieses Typs gehörten die „Probeeuros“, bei denen es sich vorgeblich um Probeprägungen für den Euro handelt (meist aus Ländern, die den Euro noch nicht eingeführt haben), die aber von privater Seite stammen. Urheber sind meist Münzvertriebsfirmen, welche sich durch den Verkauf von „offiziell“ scheinenden Geprägen Gewinne erhoffen.